# Mysletín
Mysletín é uma comuna checa localizada na região de Vysočina, distrito de Pelhřimov.